# Białe (obwód grodzieński)
Białe (biał. Белае, Biełaje) – wieś na Białorusi, położona w obwodzie grodzieńskim w rejonie grodzieńskim w sielsowiecie Porzecze.
W latach 1921–1939 Białe należało do gminy Porzecze w ówczesnym województwie białostockim.